# Амвросий Медиоланский
Амвро́сий Медиола́нский (лат. Ambrosius Mediolanensis), или Авре́лий Амвро́сий (Aurelius Ambrosius) (около 340, Августа-Треверорум, Белгика, Римская империя — 4 апреля 397, Медиоланум, Италия, Западная Римская империя) — миланский епископ, проповедник, богослов и поэт.
Один из четырёх великих латинских Учителей Церкви, он обратил в христианство и крестил святого Августина Аврелия. Авторитет Амвросия был настолько велик, что он оказывал влияние на политику византийского императора Феодосия Великого, тем самым создав значимый прецедент в отношениях государства и церкви. Его мистические гимны не чужды неоплатонизму плотиновского извода. Почитается святым западными и восточными церквями, его почитание началось задолго до Великой схизмы.

## Биография

### Детство и юность
Амвросий родился около 340 года в городе Тревире (ныне Трир, Германия) в богатой и знатной римской семье. Тревир был в то время резиденцией префектов римской провинции Галлия, некоторые исследователи даже полагают, что отец Амвросия был префектом. Семья будущего епископа приняла христианство в начале IV века. Святая мученица Сотерия, пострадавшая за исповедование христианства во время великого гонения при императоре Диоклетиане, была двоюродной сестрой Амвросия.
После смерти отца в 352 году семья Амвросия переселилась в Рим, где он получил превосходное образование. В 370 году Амвросий окончил обучение. После краткого периода работы адвокатом в префектуре города Сирмий в провинции Иллирик (ныне Сремска Митровица, Сербия) Амвросий получил должность советника префекта Италии Проба, который был христианином и, ценя таланты молодого и способного Амвросия, покровительствовал ему.
В 373 году Амвросий по ходатайству Проба перед императором Валентинианом I был назначен на должность префекта (губернатора) северной Италии (Эмилии-Лигурии) с резиденцией в Медиолане (ныне Милан), который был тогда вторым городом Италии вслед за Римом.

### Епископское служение
Медиолан во время наместничества Амвросия сотрясали распри между арианами и ортодоксальными христианами. В 374 году эти распри помешали избранию нового епископа, поскольку каждая сторона хотела видеть на этом месте своего ставленника. В качестве компромисса была предложена кандидатура Амвросия, который пользовался уважением в городе. Амвросий, который даже не был крещён (практика позднего крещения была распространена в то время даже в христианских семьях), пытался отказаться, но после поддержки его кандидатуры императором Валентинианом I, согласился.
30 ноября 374 года Амвросий был крещён, затем рукоположён в священники и 7 декабря поставлен в епископы, пройдя, таким образом за семь дней все ступени церковной иерархии.
После избрания он пожертвовал Церкви всё своё огромное богатство и до конца жизни соблюдал обет нестяжательства, ведя скромный и строгий образ жизни.
Одной из главных сфер деятельности епископа была борьба с арианством и язычеством. Строго отстаивая чистоту ортодоксальной (православной) веры, он добился на этом поприще значительных успехов.
Императоры Валентиниан I, Грациан и Феодосий I весьма уважали миланского епископа и во многом под его влиянием боролись с язычеством в Империи.
После того как Феодосий жестоко расправился с восставшими фессалоникийцами, Амвросий наложил на него епитимию, отлучил от причастия и предложил публично покаяться. Авторитет епископа был таков, что император вынужден был подчиниться. Согласно Федориту Кирскому, в 390 году Феодосий в праздник Рождества Христова, сложив знаки своего императорского достоинства, публично принёс покаяние в храме и был допущен до причастия.
Возможно Арсакий Медиоланский был учеником Медиолана, однако историчность первого оспаривается.

### Последние годы жизни
Последние годы занимался литературным творчеством, надиктовывая сочинения своему секретарю Павлину. К концу жизни епископ Амвросий пользовался всенародной любовью. Христианские источники сообщают о многочисленных чудесах, совершённых им в этот период. Согласно его Житию, однажды во Флоренции, пребывая в доме «одного правоверного и благочестивого мужа», именем Децента, он воскресил умершего мальчика. Под его руководством в Милане были построены две базилики — Амвросианская и Апостольская (ныне храм св. Назария), а также основан мужской монастырь. Умер святитель Амвросий 4 апреля 397 году в Великую субботу.

## После смерти

### Почитание и память
Почитание Амвросия как святого началось вскоре после его смерти, о чём свидетельствуют его латинские и греческие жития, написанные в V веке. В Католической церкви память святого Амвросия совершается 7 декабря, в Православной церкви — 7 (20) декабря.
Святой Амвросий является покровителем Милана. В Париже находится названная в его честь церковь.
В 1447—1450 годах на территории близ Милана существовала Амброзианская республика, названная в честь святого.

### Иконография
Св. Амвросий изображается с епископской палицей, посохом, бичом в руке (символ победы над арианами и язычниками).
Картины с изображением св. Амвросия создавались многими художниками Ренессанса и барокко, среди которых — Рубенс и ван Дейк.

### Историография
Основными источниками сведений о жизни Амвросия Медиоланского являются его собственные труды и два жития, из которых одно написано учеником епископа, а второе анонимно. Автобиографические подробности в трудах и переписке Амвросия не составляют целостную картину, они важны как аутентичный источник. Vita sancti Ambrosii, mediolanensis episcopi, a Paulino ejus notario ad Beatum Augustinum conscripta написано около 422 года секретарём Амвросия по поручению Августина. Для написания своего труда Павлин пользовался, помимо собственных воспоминаний, рассказами сестры святого, Маркеллины, а также свидетельствами очевидцев многочисленных явлений Амвросия после его смерти в различных провинциях. Агиографический характер повествования Павлина делает его менее достоверным в том, что касается исторической точности. Об авторе анонимного жития Vita et institutum patris nostri Ambrosii Mediolanensis episcopi не известно ничего, кроме того, что он, возможно, был священником в восточной части Римской империи. Как и в случае Павлина, сведения анонимного агиографа далеко не всегда точны. Помимо указанных, сведения о жизни Амвросия содержатся в трудах его современников, прежде всего Иеронима Стридонского и Августина, и церковных историков V века (Руфина Аквилейского, Сократа Схоластика, Созомена и Феодорита Кирского).
Посвящённая Амвросию историография достаточно обширна, и многочисленные исследования появились уже к началу XX века. Помимо монографий, личность святого подробно рассматривалась в трудах, посвящённых истории раннего христианства и эпохи «арианских споров».

## Труды

### Богословие
Превосходное образование Амвросия позволило ему глубоко изучить подлинники произведений восточных Отцов Церкви, усвоить и продолжить их идеи, перекинув, таким образом, мостик от них в латинское богословие.
В догматических вопросах богословские труды Амвросия затрагивают проблемы, актуальные для споров с арианами — богословие Троицы (лат. Trinitas), христологию, учение о таинствах и покаянии. Идею «единосущия» Амвросий передавал словом «unius substantiae cum Patre». Многие его работы посвящены толкованию книг Священного Писания и комментариям к ним.
Важнейшей областью наследия св. Амвросия являются его проповеди. Они, как правило, исполнены горячей веры, обличают грехи, в первую очередь, гордость и разврат. В труде «О таинствах» св. Амвросий собрал свои проповеди для только что крещёных христиан.
Наиболее известные труды св. Амвросия:
- «О таинствах» («De sacramentis»)
- «О православной вере» («De fide orthodoxa»)
- «О Св. Духе» («De Spiritu Sancto»)
- «Шестоднев» («Hexaemeron»)

Выдающийся латинский богослов св. Августин считал Амвросия Медиоланского своим учителем и наставником.

### Музыка и гимнография
Перу св. Амвросия приписывается от двенадцати до восемнадцати гимнов, дошедших до наших дней. Четыре из них («Aeterne rerum conditor», «Deus creator omnium», «Jam surgit hora tertia», «Veni redemptor gentium») ему приписывал уже Августин. Наиболее известен гимн «Те Deum laudamus» («Тебя, Бога, хвалим»), в отношении которого авторство Св. Амвросия современная светская наука полностью отрицает. Кроме того, Амвросию приписывают 42 гекзаметра на подписях к фрескам Амвросианской базилики. Эти стихи дошли до нас, хотя сами фрески не сохранились.
С именем св. Амвросия Медиоланского со времён Средневековья также связывают особый, отличающийся от римского, амвросианский обряд (поныне используется в Миланской епархии) и его музыкальное оформление, известное как «амвросианское пение». Хотя богословы и светские учёные вплоть до XIX века считали Амвросия и поэтом и одновременно музыкантом, каких-либо доказательств его профессиональной музыкальной деятельности не обнаруживается. Ранее считалось, что Амвросий ввёл в богослужебную практику Запада антифонное пение. Наука начала XXI века полагает, что Амвросий был поэтом и литургистом, но не «композитором» в позднейшем смысле слова.

## Издания и переводы
- S. Ambrosii Epistolae et alia opuscula. Mediolani, 1491.
- Sancti Ambrosi opera // CSEL[нем.] 32, 62, 64 73, 78, 79, 82 (многотомное критическое издание)
- Амвросий Медиоланский. Полные творения. — Киев, 1875.
- О должностях священнослужителей церкви Христовой. — Киев, 1875. LXXIX, 222 с.
- Две книги о покаянии. / Пер. И. Харламова. — М., 1884. — 219 с.
  - переизд.: Амвросий Медиоланский. Две книги о покаянии. Две книги о преставлении брата его Сатира. Слово утешительное на смерть императора Валентиниана Младшего. Слово на смерть Феодосия Великого. Церковь, мистическая Ева. Гимны. / Пер. прот. Иоанна Харламова, вступ. ст. В. А. Никитина. (Серия «Учители неразделённой Церкви»). — М., Учебно-информационный экуменический центр ап. Павла. [1997?]. — 208 с.
- О покаянии. О надежде воскресения. — М., ИСИС. 1999.
- Творения по вопросу о девстве и браке. / Пер. А. Вознесенского. — Казань, 1901. — 267 с.
  - (репринт: М., 1997; М., ИСИС. 2000.)
- Об обязанностях священнослужителей. — Казань, 1908. — 380 с.
  - (репринт: М.; Рига: Благовест, 1995. — 379 с.)
- Вечерняя песнь. Песнь о мучениках. Песнь на третий час. / Пер. С. С. Аверинцева. Письмо об алтаре Победы. Утешение на смерть Валентиниана II. / Пер. И. П. Стрельниковой. О девственницах. Книга 2. Шестоднев. / Пер. О. Е. Нестеровой. // Памятники средневековой латинской литературы IV—VII вв. — М.: Наследие, 1998. — С. 55-96.
- Письма XVII, XVIII, LVII. / Пер. М. М. Казакова. // История Древнего Рима. Тексты и документы: Учебное пособие. Ч. 1. — М., 2004. — С. 407—420.

В серии «Collection Budé» издано сочинение «Об обязанностях»:
- Saint Ambroise. Les Devoirs.
  - T. I: Livre I. Texte établi, traduit et annoté par M. Testard. 2e tirage 2002. — 412 p.
  - T. II: Livres II et III. Texte établi, traduit et annoté par M. Testard. 2e tirage 2002. — 411 p.
- Собрание творений святителя Амвросия Медиоланского в 9 томах — Издательство ПСТГУ, 2021.